# Jan Hansche

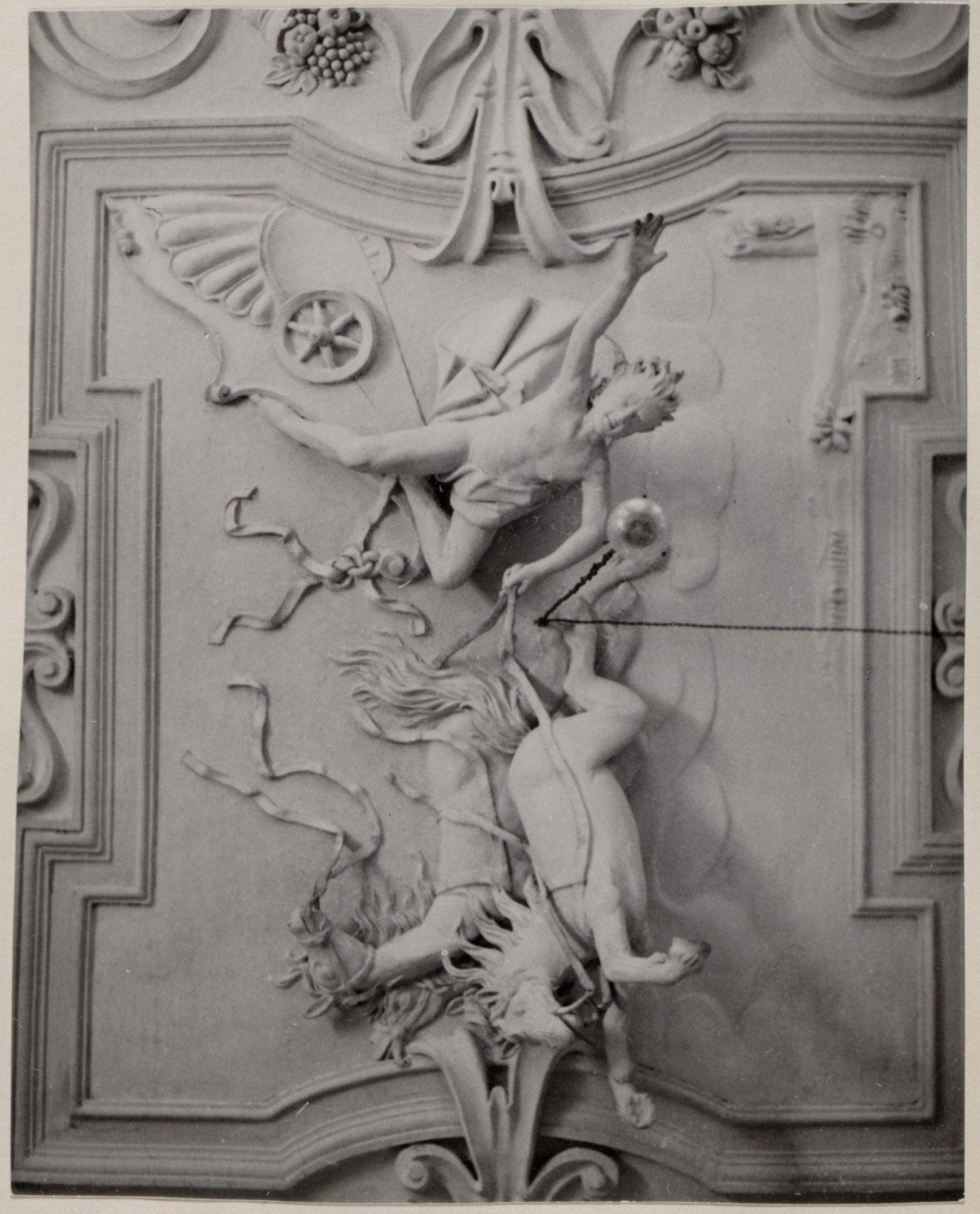
Phaëton en de zonnewagen, Jan Hansche, 1673

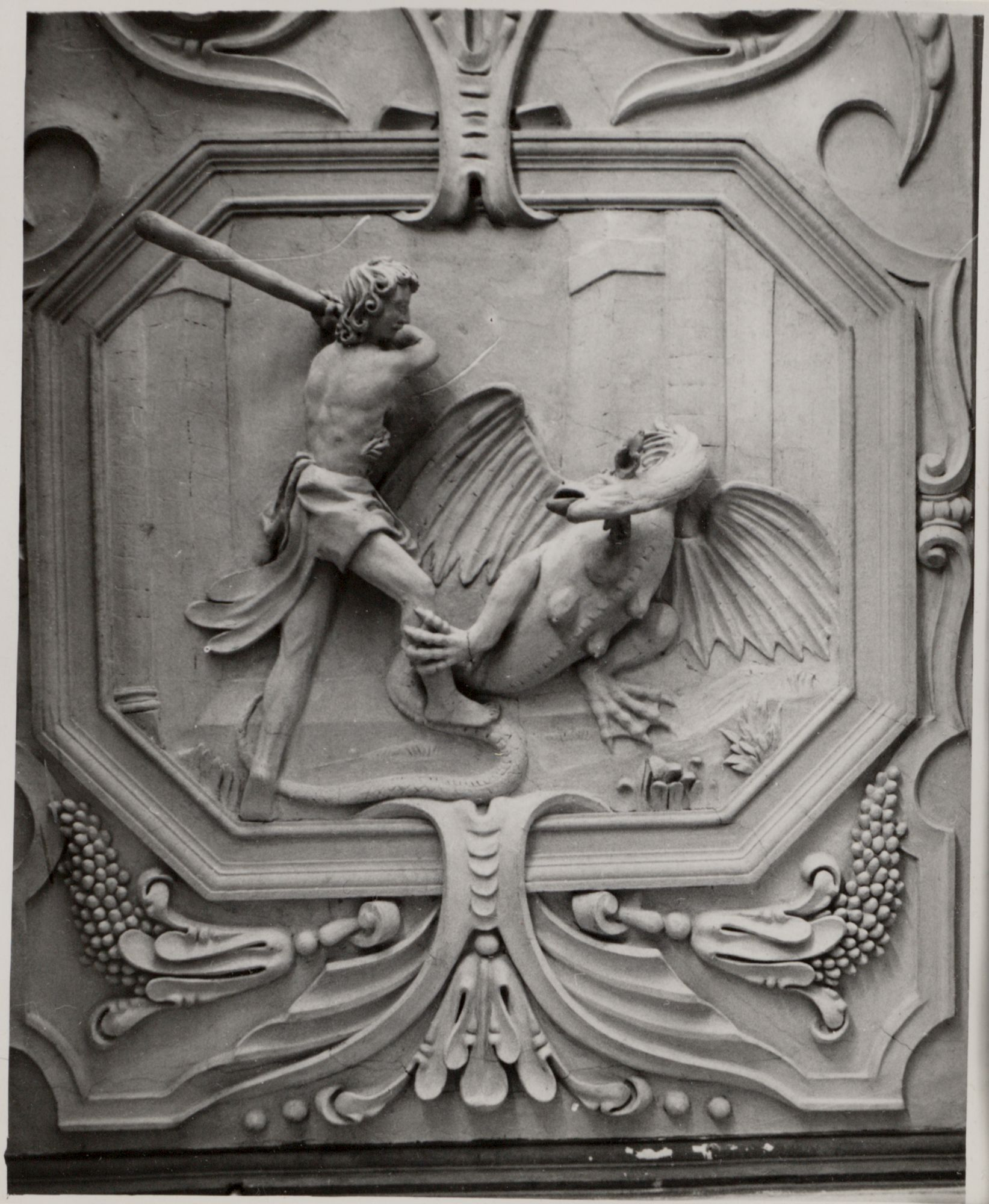
Hydra van Lerna, Jan Hansche, 1673

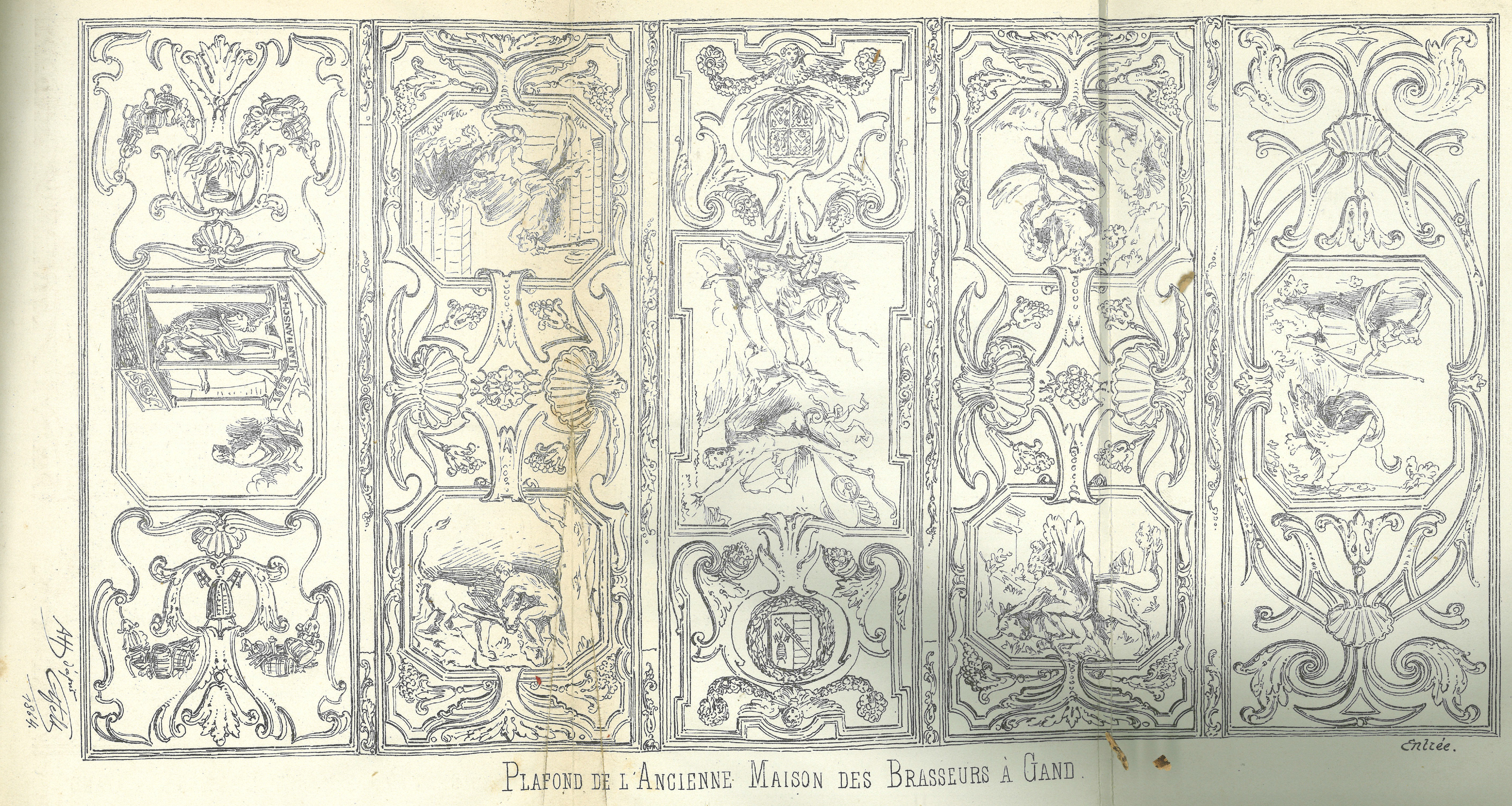
Plafond Brouwershuis Gent, Jan Hansche, 1673. Tekening C. Tfelt, 1864

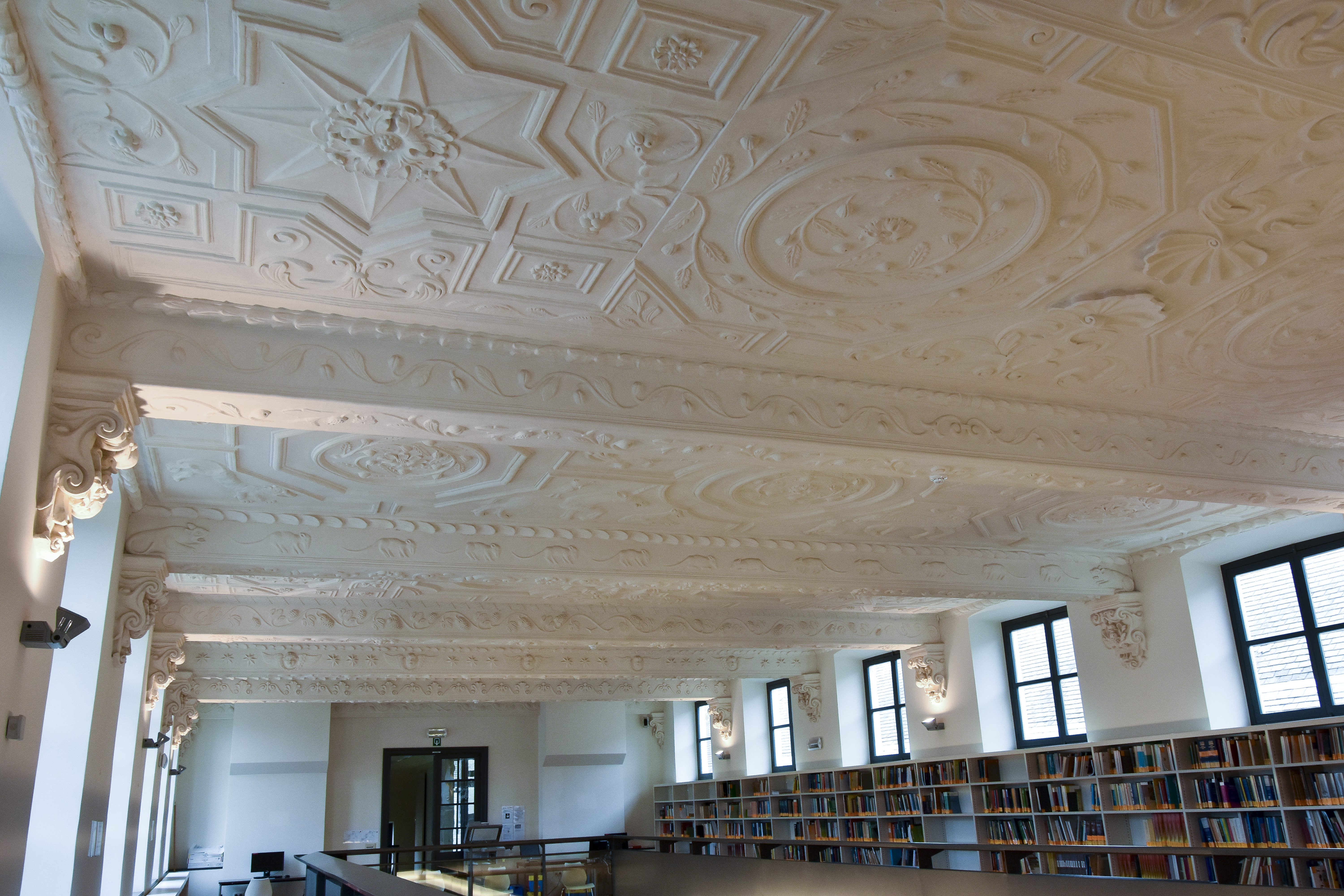
Stucwerk op het plafond van de bibliotheek van de faculteit rechtsgeleerdheid in Gent

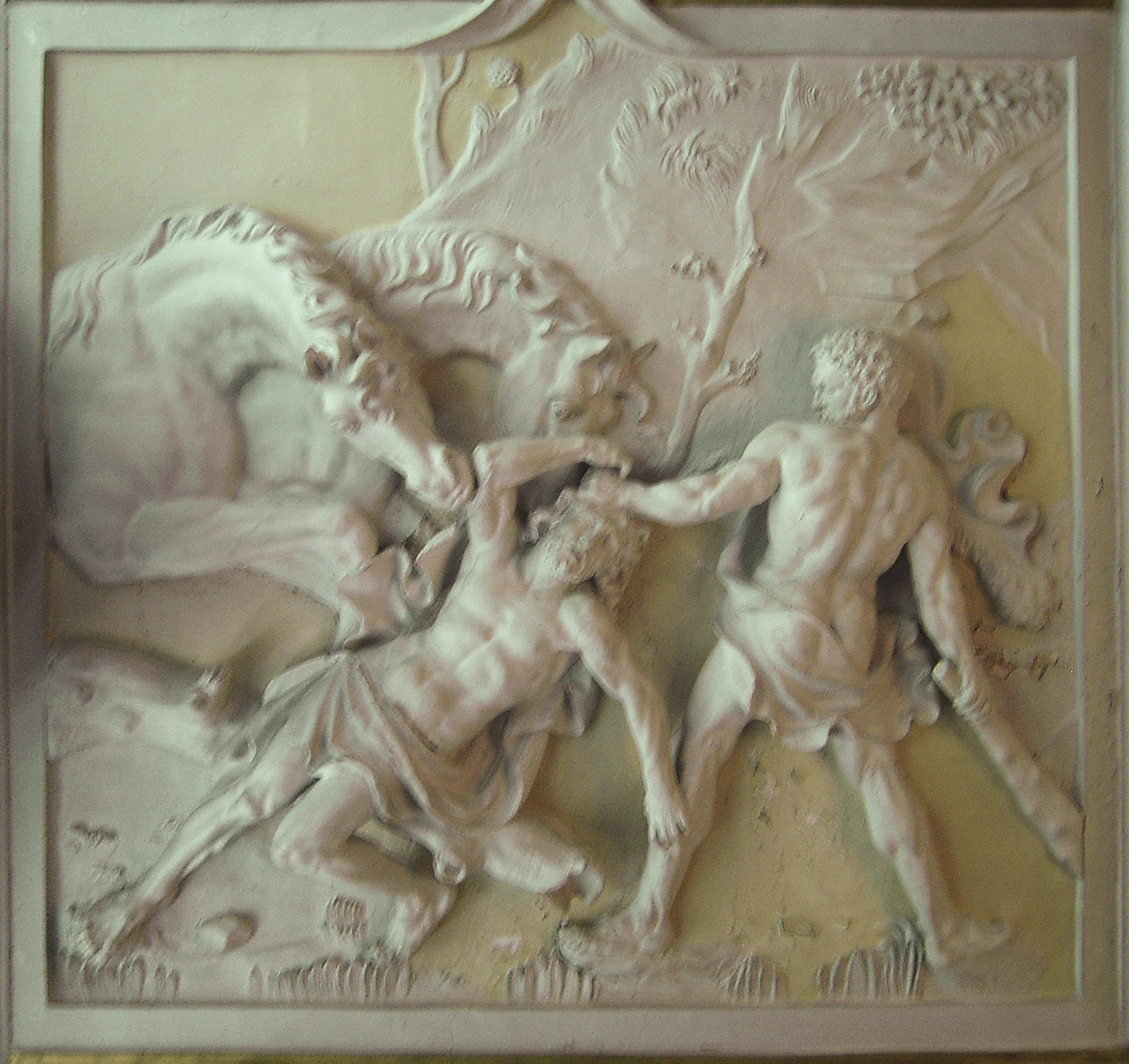
Kasteel van Modave: scène uit het leven van Hercules op het plafond van het Salon des Gobelins door Hansche

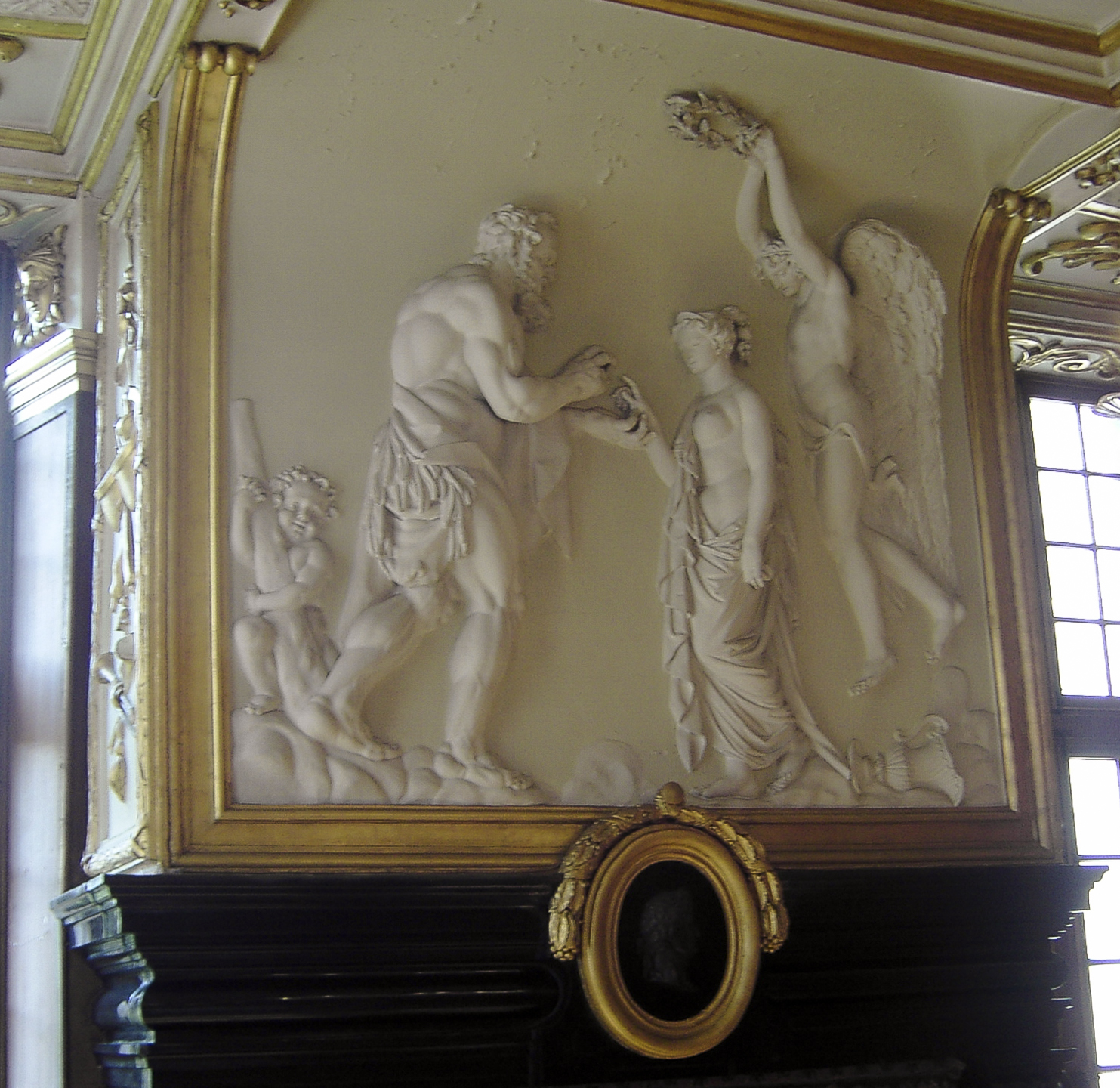
Kasteel van Modave: huwelijk van Hercules op de schoorsteenmantel van het Salon d'Hercule door Hansche

Jan Hansche of Jan Christia(e)n Hansche (ook Hanssche) was een Zuid-Nederlands kunstenaar, bekend om zijn stucwerk. Misschien was hij van Duitse afkomst. Hansche was tijdens de tweede helft van de 17e eeuw actief in de Lage Landen en Duitsland.

## Bekend stucwerk
In 1672 voorzag hij de bibliotheek, vestibule en refter van de abdij van Park in Leuven van barok stucwerk. Het stucwerk in de bibliotheek daar toont de kerkvaders en de evangelisten zowel als scènes uit het leven van de heilige Norbertus. Het refectorium voorzag hij in 1679 van zeven Bijbelse scènes rond maaltijd en voedsel met centraal Het Laatste Avondmaal. Hij signeerde zijn werk jan christiaen hansche.
In Gent was hij actief in verscheidene huizen en kloosters. In het voormalige klooster en college van de jezuïeten in de Voldersstraat, de latere Emile Braunschool en nu onderdeel van de faculteit rechtsgeleerdheid van de Universiteit Gent, voorzag hij het plafond van de bibliotheek van stucwerk. In 1673 bracht hij in de grote zaal van het ambachtshuis van de brouwers, gelegen op de hoek van Onderbergen en de Zwartezustersstraat (toen Wagenaerstraat), een schitterend plafond in stucwerk aan. Het toont taferelen uit de Griekse mythologie (vijf van de twaalf werken van Herakles en Phaëton en de zonnewagen) en de wapenschilden van Pierre Delafaille, voorschepen van de keure in Gent, en van het brouwersambacht.
Verder werkte hij in het kasteel van Horst in Sint-Pieters-Rode en in het kasteel Beaulieu in Machelen en in het kasteel van Modave in Modave. Verder is zijn werk te zien in de Sint-Niklaaskerk in Perk. Het stucplafond  bestaat uit zes moerbalken met reliëfvoorstellingen van Onze-Lieve-Vrouw, Sint-Niklaas, de vier evangelisten (1668-70 volgens archiefteksten).
Andere voorbeelden van zijn werk zijn te zien in het kasteel van Modave waar hij de vestibule en kamers op het gelijkvloers en de eerste verdieping decoreerde.
De plafonds van Jan Christiaan Hansche, van vroegste tot laatste ontstaansdatum:

1653:  Antwerpen – Sacristie van de Sint-Carolus Borromeuskerk | 1655: Sint-Pieters-Rode – Kasteel Horst | 1659: Machelen – Kasteel Beaulieu | 1666-1672: Modave-kasteel | 1668-70: Perk – Sint-Niklaaskerk | 1669: Franc-Waret – Sint-Remigiuskerk | Jaren 1670: Leuven – Priorij van de Sint-Maartensvallei (vernietigd) | 1671: Aarschot – Kasteel Schoonhoven | 1672: Wesel, Duitsland (Fischmarkt) (vernietigd) | 1672/79: Leuven – Abdij van Park | 1673: Gent – Canfynhuis  (in opslag) | 1673: Gent – Brouwershuis | 1677: Kleve, Duitsland (vernietigd) | 1677 Wesel, Duitsland (Zaudy) (verwoest) | 1684:  Brussel – Zavelkerk